# 南美突頜脂鯉
南美突頜脂鯉為輻鰭魚綱脂鯉目脂鯉亞目脂鯉科的其中一個種。分布於南美洲馬拉開波湖及奧里諾科河及蓋亞那西北部淡水流域，體長可達6.8公分，棲息在底中層水域，生活習性不明。